# Societate secretă

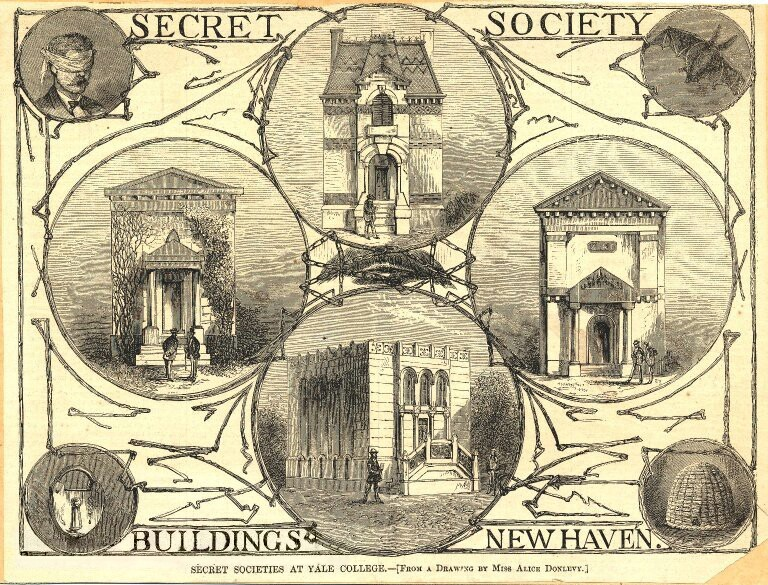
Societățile secrete cu sediul la Universitatea Yale:
stânga:Skull and Bones, jos:Scroll and Key

O societate secretă este un termen folosit pentru a descrie o organizație socială care impune membrilor săi de a păstra secret funcționarea internă și o parte din activitățile sale, față de persoane care nu sunt membre, massmedia etc.
Termenul exclude, de obicei, grupurile sub acoperire, cum ar fi agențiile de informații sau insurgențele de gherilă, care își ascund activitățile lor și calitatea de membru, dar mențin o prezență publică și de regulă nu sunt considerate societăți.
Societățile secrete au fost adesea obiect de suspiciune și de speculații de la non-membri, fiind înconjurate de o atmosferă de neîncredere încă din cele mai vechi timpuri, iar în unele țări au fost chiar declarate ilegale. 
Societățile secrete au fost deseori condamnate în diverse enciclice papale și alte acte oficiale emise de către Biserica Catolică. În schimb Cavalerii lui Columb au fost descriși drept „Francmasonerie adresată catolicilor”.
Societățile secrete (incluzând ordinele fraternale) includeau circa 40% din bărbații din SUA, spre sfârșitul secolului XIX.

## Societăți secrete pseudo-oculte
Multe dintre acestea alcătuiesc corporații financiare, organizații internaționale sau non-guvernamentale
- Grupul Bilderberg
- Consiliul pentru Relații Externe
- Institutul Regal pentru Afaceri Internaționale (Chatham House)
- Comisia Trilaterală
- Institutul Aspen
- Comitetul Bretton Woods
- Synarchia
- Biserica Satanistă
- Asociația RAEL (Ufolatrii)[4]
- Bohemian Club
- Clubul de la Roma

## Societăți secrete cu caracterocult
- Societatea Teosofică
- Societatea Antroposofică
- New Age
- Ordinul Teutonic
- Hare Krishna
- Biserica Scientologică
- Wicca

## Societăți secrete cu caracter religios (sectant)
- Copiii Domnului (Mo)[5]
- Credința Bahá'í
- Aumism

## Societăți secrete studențești

### SUA
- Skull and Bones (Universitatea Yale)
- Scroll and Key (Universitatea Yale)
- Wolf's Head (Universitatea Yale)
- Book and Snake (Universitatea Yale)
- Flat Hat Club (College of William and Mary)
- Seven Society (Universitatea din Virginia)
- Sphinx Head (Universitatea Cornell)
- Fly Club (Universitatea Harvard)
- Porcellian (Argonauts) (Universitatea Harvard)

### Franța
- Vandermonde (Conservatorul Național de Arte și Meserii - Paris)
- Brush & Graves (Școala Națională Superioară de Arte Frumoase - Marsilia)
- Khômiss (Politehnica)

## Frății și societățiezoterice(inițiatice)
- Francmasonerie
- Ordin Mistic al Templului Rozicrucian
- Ordinul Suveran al Cavalerilor de Malta
- Ordinul Dragonului
- Illuminati
- Societatea Teosofică
- Zorii Aurii
- Societatea Vril[6]

## Societăți secrete politice
- Bilderberg
- Iluminații din Bavaria
- Ordo Templi Orientis
- Carbonarism (Mișcarea Carbonarilor)
- Sfânta Vehme
- Thule
- Ordinul Templierilor
- Ku Klux Klan
- Propaganda Due (P2)
- Greenpeace

## Societăți secrete în scopuri criminale (crimă organizată)
- Secta tugilor[7]
- Cagula
- Cammorra
- Triada
- Yakuza
- Mafia
- Al-Qaeda

## Societăți secrete ipotetice sau fictive
- Majestic 12
- Prioria din Sion

## Societățile secrete în România
- Sataniștii[8][9][10]
- ELTA[9][10]
- AMRITA[9][10]
- MISA[9][10]
- Templierii români

## Societățile secrete în mass media

### În filme
- 1963: Judex
- 2000: The Skulls I [11]
- 2001: Revelation [12]
- 2002: The Skulls II [13]
- 2004: The Skulls 3 [14]
- 2006: The Good Shepherd [15]
- 2006: Codul lui Da Vinci
- 2009: Îngeri și demoni